# Septumhämatom
Bei einem Septumhämatom, Nasenseptumhämatom oder Nasenscheidewandhämatom handelt es sich um eine Einblutung zwischen Perichondrium und Knorpel bzw. zwischen Periost und Knochen der Nasenscheidewand. Es kommt zu einer Schwellung der Nasenscheidewand. Die Nasenatmung kann durch die Vorwölbung der Septumschleimhaut vollständig zum Erliegen kommen. Das Septumhämatom ist eine relativ häufige Komplikation des Nasenbeinbruchs (Nasenbeinfraktur) sowie eine eher seltene Komplikation nach Septumplastik. Bei Kindern sind Nasenseptumhämatome häufiger als bei Erwachsenen.
Da das Perichondrium, das den Knorpel durch Diffusion versorgt, durch das Hämatom mit abgehoben wird, kann der Knorpel unter Umständen nicht mehr ausreichend ernährt werden. Dadurch kann es zum einen zur Ausbildung einer Septumnekrose und infolgedessen zur Ausbildung einer so genannten Sattelnase kommen, zum anderen ist die Infektionsgefahr erhöht. Eine Infektion des Septumhämatoms führt zum Septumabszess, der sich hämatogen über die Lamina cribrosa auf den Sinus cavernosus ausbreiten und zu einer gefährlichen Sinusthrombose sowie zu Hirnhautentzündung (Meningitis) führen kann.
Diagnostiziert wird das Septumhämatom durch Spiegelung der Nasenhöhle (Rhinoskopie). Die Therapie besteht bei ausgeprägten Septumhämatomen in der chirurgischen Beseitigung des Hämatoms. Mit Hilfe eines Skalpells wird die Schleimhaut der Nasenscheidewand eingeschnitten (Inzision) und das Hämatom abgesaugt. Über die Einlage eines Silikonfolienstreifens erfolgt die Drainage. Eine feste Nasentamponade beider Nasenlöcher verhindert eine erneute Entstehung des Septumhämatoms durch Kompression. Bei Septumabszessen ist eine Antibiose indiziert.